# Wakou Honna
Wakou Honna (本名ワコウ Honna Wakoh?) es una mangaka. Se conoce principalmente por sus obras Nozoki Ana y Nozo×Kimi.

## Biografía
- 2008 - Escribe para Moba Man, sitio de Cómics para jóvenes orientado a celulares de Shogakukan, la serie Rinjin baryuu (隣人バリュー Valor de vecino?).
- 2009 - Comienza la publicación de Nozoki Ana en Mobile Man.
- 2011 - Publicación de Nozomi to Kimio en Shūkan Shōnen Sunday.
- 2013 - Se completa Nozoki Ana.
- 2015 - Se completa Nozo×Kimi.
- 2015 - Comienza la publicación de Fureru to Kikoeru en Shūkan Shōnen Sunday.
- 2016 - Se completa Fureru to Kikoeru.
- 2017 - Comienza la publicación de HadaCamera en Sunday Webry.

## Trabajos

### Actuales
- Kaikan Douki en Yoru Sunday, comenzando el 23 de septiembre de 2019 hasta el día de hoy.

### Completados
- Nozoki Ana en Shūkan Shōnen Sunday, (117 capítulos, 13 volúmenes, 22 de enero de 2009 - 1 de febrero de 2013).
- Nozomi to Kimio en Shūkan Shōnen Sunday, (63 capítulos, 8 volúmenes, 22 de febrero de 2011 - 15 de abril de 2015).
- Fureru to Kikoeru en Shūkan Shōnen Sunday (37 capítulos, 4 volúmenes, 22 de diciembre de 2015 - 2 de octubre de 2016).
- HadaCamera en Sunday Webry (81 capítulos, 9 volúmenes, 5 de abril de 2017 - 6 de febrero de 2019)